# Čierny jarok (přítok Bielého Váhu)
Čierny jarok je potok na horním Liptově, ve východní části okresu Liptovský Mikuláš. Je to pravostranný přítok Bielého Váhu, měří 5,6 km a je tokem IV. řádu.

## Pramen
Teče výlučně v Liptovské kotlině, v geomorfologické části Hybianska pahorkatina, kde pramení na JZ úpatí Hrádku (1 140,7 m n. m.) a jižně od lokality Turecká, v nadmořské výšce cca 905 m n. m.

## Popis toku
Od pramene teče nejprve na krátkém úseku na jihovýchod a ještě na horním toku se stáčí směrem na jih. Na středním toku přibírá postupně tři přítoky a podtéká těleso dálnice D1. Na dolním toku již teče v blízkosti obce Važec, obloukem se stáčí na západojihozápad, podtéká státní silnici č. I/18 a výrazným obloukem se stáčí na jihovýchod. Konečně podtéká železniční trať č. 180, teče přes chatovou osadu (dětský tábor) a západně od Važce ústí v nadmořské výšce přibližně 769 m n. m. do Bielého Váhu.